# Phthiracarus modestus
Phthiracarus modestus är en kvalsterart som beskrevs av Wojciech Niedbała 1988. Phthiracarus modestus ingår i släktet Phthiracarus och familjen Phthiracaridae. Inga underarter finns listade i Catalogue of Life.